# Sebastián Prediguer
Sebastián Leonardo Prediguer (Crespo, 4 settembre 1986) è un calciatore argentino, centrocampista del Colón (SF).

## Biografia
Il suo cognome è citato anche come Prediger.

## Carriera

### Club
Cresciuto nelle giovanili del Colón (SF), viene mandato in prestito all'Atlético Uruguay di Concepción del Uruguay (provincia di Entre Ríos). Collezionate 7 presenze torna al Colón ma non giocando, nel 2007 viene mandato in prestito al Millonarios di Bogotà. Tornato al Colón, debutta in campionato il 20 ottobre 2007 nella partita persa 1-0 contro il Gimnasia (J). Segna il suo primo gol in campionato nel gennaio 2009 nel 2-2 contro il River Plate. Dopo 23 presenze di campionato e un gol, nell'estate 2009 passa al Porto per 3,3 milioni di euro. Non trovando spazio, nel gennaio 2010 passa al Boca Juniors in prestito. In estate passa sempre in prestito al Cruzeiro in Brasile. Il 30 dicembre 2010 ritorna al Colón in prestito.

### Nazionale
Con la nazionale Under-20 partecipa al campionato sudamericano del 2007 in Paraguay, classificandosi secondo dietro al Brasile.
Debutta con la nazionale maggiore il 20 maggio 2009 nella partita vinta 3-1 contro Panama.

## Palmarès

### Club

#### Competizioni nazionali
- Copa de la Superliga: 1

Tigre: 2019
- Primera B Nacional: 1

Tigre: 2021